# Parmotrema arnoldii
Parmotrema arnoldii är en lavart som först beskrevs av Du Rietz, och fick sitt nu gällande namn av Hale. Parmotrema arnoldii ingår i släktet Parmotrema och familjen Parmeliaceae.   Inga underarter finns listade i Catalogue of Life.